# Liste des épisodes de JAG

Le logo du JAG

Cette page présente la liste des épisodes de la série télévisée JAG.

## Première saison (1995-1996)
1. JAG Pilote 1re partie (A new Life part 1) : [Synopsis]  Le lieutenant Harmon "Harm" Rabb, un avocat du JAG, est confronté avec son équipière le lieutenant Kate Pike, à la mort mystérieuse d'une femme pilote à bord d'un porte-avion. Harm est convaincu qu'elle ne s'est pas suicidée en se jetant par-dessus bord, mais qu'elle a vraiment été poussée, et tous les suspects sont encore à bord.
1. JAG Pilote 2e partie (A new Life part 2).
2. La torpille (Shadow) : [Synopsis]  Un informaticien aigri embarqué sur un sous-marin tient la marine américaine en otage au moment où il lance une torpille qu'il est le seul à pouvoir maîtriser. Harm est dépêché sur place et rencontre sa nouvelle partenaire, le lieutenant Meg Austin.
3. Le fils du héros (Desert Son) : [Synopsis]  Le fils arrogant d'un important général admet que les positions qu'il a indiquées pendant une manœuvre d'artillerie ont provoqué une tragédie. Mais quand la bande enregistrée de l'incident est repassée, Harm et Meg découvrent qu'elle a été effacée.
4. Enfants de la guerre (Deja Vu) : [Synopsis]  Un lieutenant de Marine est assassiné près du cimetière militaire d'Arlington. Harm suspecte l'épouse de l'ambassadeur de Thaïlande, qui lui rappelle une jeune thaï qu'il a connue au Vietnam.
5. Au nom de l'honneur (Pilot Error) : [Synopsis]  Au cours d'un exercice de vol, Luke Pendry, un ancien ami de Harm s'écrase et se tue. Pour prouver que le système de pilotage automatique était défectueux, Harm a besoin de recréer les conditions de vol et de piloter lui-même l'avion.
6. Les sentiers de la mort (War Cries) : [Synopsis]  À l'ambassade des États-Unis au Pérou, un soldat en fonction tire et tue un adolescent qui s'avère être le frère de sa petite amie.
7. Moins sept (Brig Break) : [Synopsis]  Pendant que l'équipe du JAG enquête sur des vols de missiles à la base de Sea-Tac, une mutinerie explose et Meg est prise en otage.
8. Nom de code : Cimeterre (Scimitar) : [Synopsis]  Un Marine est capturé en Irak et condamné pour espionnage, le JAG est autorisé à le défendre. Mais Harm a d'autres plans : l'aider à s'échapper !
9. Les recrues (Boot) : [Synopsis]  Harm enquête sur la mort par pendaison d'une jeune engagée dans un camp de Marines féminins. Meg se fait passer pour une recrue dans l'unité de la défunte.
10. La base fantôme (Sightings) : [Synopsis]  Une jeune enfant disparaît près d'une base militaire désaffectée, faisant y renaître de vieilles croyances… Il y aurait des extraterrestres dans le secteur…
11. Frères d'armes (The Brotherhood) : [Synopsis]  Quand un Marine Afro-Américain est retrouvé sérieusement blessé, Harm est d'abord convaincu que ses attaquants sont racistes, mais est surpris d'apprendre que le crime relève d'une histoire de dealers.
12. Légitime défense (Defensive Action) : [Synopsis]  Le capitaine Thomas "CAG" Boone n'a pas respecté le cessez-le-feu et a abattu un hélicoptère serbe. L'équipe du JAG doit le défendre en cour martiale. Le seul témoin qui puisse le sauver est un de ses hommes, perdu derrière les lignes ennemies.
13. Objectif Tomcat (Smoked) : [Synopsis]  Harm, Meg, et le capitaine Alison Krennick se rendent à Cuba pour ramener un avion en panne et son pilote, avant que les Cubains ne puissent pirater un logiciel de guidage électronique pour le vendre aux Irakiens.
14. Qui veut tuer Shepard ? (Hemlock) : [Synopsis]  Meg est dans le coma après une blessure par balle, Harm se précipite pour arrêter son agresseur, un assassin célèbre connu sous le nom de Shepard, qui a été sollicité pour tuer Boris Eltsine lors d'une visite aux États-Unis.
15. Tireur d'élite (High Ground) : [Synopsis]  Un tireur d'élite, entraîneur des Marines à qui on a promis un travail sédentaire jusqu'à sa retraite, se voit donner l'ordre de partir en Bosnie. Il tire sur son supérieur afin d'attirer son attention… Et est accusé d'avoir voulu le tuer.
16. Le dernier saut (Black ops) : [Synopsis]  Le fils d'une puissante sénatrice trouve la mort au cours d'un exercice de parachutage avec les Marines. Harm découvre qu'il s'agissait d'une mission de combat et que le fils du sénateur féminin pourrait avoir été assassiné.
17. Une deuxième vie (Survivors) : [Synopsis]  Un cas d'enlèvement d'enfant où le client de Harm, un vétéran de la guerre du Viêtnam imagine que son fils est la réincarnation de son ami soldat mort qu'il a dû abandonner derrière lui à la guerre.
18. Sabotage (Recovery) : [Synopsis]  Un pilote de navette spatiale trouve la mort pendant un exercice d'évacuation. Harm suspecte un astronaute chevronné qui est maintenant en première ligne pour reprendre un satellite espion.
19. Le prisonnier (The Prisoner) : [Synopsis]  Après avoir été arrêté et détenu par les autorités chinoises, Harm est convaincu qu'elles détiennent également son père depuis longtemps disparu.
20. Le dieu de la guerre (Ares) : [Synopsis]  L'équipe du JAG apprend qu'un officier qui recevait une formation sur un programme de défense top secret connu sous le nom de "Dieu de la Guerre" a été tué. Et ce système a été installé sur le destroyer sur lequel ils ont embarqué !
21. Suspect (Skeleton Crew) : [Synopsis]  Une jeune lieutenant est retrouvée morte, Harm découvre que la victime était une amie à lui qui avait annulé leur rendez-vous la nuit précédente.

## Deuxième saison (1997)
1. Au nom du peuple (We the people) : [Synopsis]  Un colonel des Marines a volé la Déclaration d'Indépendance des États-Unis ; il veut rappeler au peuple son sens premier en réclamant une rançon. Le major Sarah "Mac" Mackenzie et le lieutenant Bud Roberts rejoignent l'équipe du JAG.
2. Les espions (Secrets) : [Synopsis]  Un Marine accusé d'espionnage s'échappe de prison et prend en otage l’amiral Chegwidden. Il exige la révision de son procès pour prouver son innocence.
3. Le mauvais œil (Jinx) : [Synopsis]  Un escadron maudit enregistre une série d'accidents en plein vol : le JAG mène l'enquête. De son côté, Harm se sent attiré par la femme de son ami décédé.
4. La dernière mission (Heroes) : [Synopsis]  Harm et Mac s'affrontent pour la première fois lors du procès d'un officier de Marine accusé d'avoir tué son meilleur ami.
5. Harcèlement (Crossing the Line) : [Synopsis]  Après avoir été bizutée, une femme pilote de chasse porte plainte contre son chef d'escadron pour harcèlement sexuel.
6. Le poème du fantôme (Trinity) : [Synopsis]  Le bébé d'un femme lieutenant de la Marine américaine est enlevé en Irlande. Le principal suspect est le père de l'enfant, un membre de l'IRA.
7. Le revenant (Ghosts) : [Synopsis]  Un sentier où l'Amiral fait son jogging est piégé mais personne n'est blessé, et une petite figurine de Bouddha a été déposée comme avertissement. Ce dernier suspecte un agent de la CIA qu'il a connu au Vietnam.
8. Adrénaline (Full Engagement) : [Synopsis]  Harm et Mac sont forcés d’atterrir d'urgence dans les Appalaches. Ils rencontrent des braconniers qui viennent de tuer un garde forestier.
9. Visite royale (Washington Holiday) : [Synopsis]  Harm est chargé d'escorter une princesse roumaine à travers Washington, mais un tueur est à leurs trousses. Pendant ce temps, Bud a son premier rendez-vous avec Harriet Sims.
10. Jeu de go (The Game of Go) : [Synopsis]  L'équipe du JAG essaie de piéger un trafiquant de drogue qui utilise un Marine entre la vie et la mort pour faire pression sur le gouvernement américain.
11. Une autre époque (Force Recon) : [Synopsis]  Le JAG enquête dans une section de reconnaissance de l'armée où un exercice a failli tuer plusieurs hommes. Les vieilles méthodes d'un capitaine de la marine sont tenues pour responsables.
12. L'ange gardien (The Guardian) : [Synopsis]  Harm défend un ancien officier de la Marine, devenu SDF, accusé d'avoir tué trois hommes qui essayaient de voler dans une épicerie.
13. Le cœur de mon ennemi (Code Blue) : [Synopsis]  Harm a été percuté par une voiture, Mac l'emmène aux urgences. Mais arrivés sur place, l'hôpital entier est assiégé par des terroristes islamistes.
14. Cosaques et cow-boys (Cowboys & Cossacks) : [Synopsis]  Harm et Bud embarquent sur un sous-marin russe afin d' assister à des exercices de manœuvres. Ils découvrent que le capitaine russe projette réellement d'attaquer un sous-marin américain.
15. Rendez-vous (Rendez-vous) : [Synopsis]  Mac défend un mari jaloux accusé du meurtre de l'amant de sa femme.

## Troisième saison (1997-1998)
1. Le mystère du Hornet (Ghost Ship) : [Synopsis]  Un squelette est retrouvé à bord d'un porte-avion désaffecté, Harm et Mac mènent l'enquête. Harm y découvre des indices au sujet de son père disparu.
2. Liaison interdite (The Court Martial of Sandra Gilbert) : [Synopsis]  Une femme pilote de chasse est poursuivie pour avoir transgressé les ordres et poursuivi sa liaison avec un soldat marié. Une députée se bat alors pour lui offrir un procès équitable.
3. Désobéissance (The Good of the Service) : [Synopsis]  Le major MacKenzie doit poursuivre un officier qu'elle considère comme son mentor, accusé d'avoir mené une mission de sauvetage controversée à Haïti où des civils ont été tués.
4. Loyauté (Blind Side) : [Synopsis]  Pendant une manœuvre, l'ancien instructeur de vol de Harm et un élève ont endommagé une tour qui a tué des civils en s'écrasant. L'accident aurait-il pu être évité ?
5. Le roi des puces (King of the Fleas) : [Synopsis]  Un ancien Marines en fauteuil roulant se rend aux bureaux du JAG pour y avouer un meurtre. Il raconte une histoire effrayante qui s'est passée lorsqu'il était prisonnier de guerre au Vietnam.
6. Disparu (Vanished) : [Synopsis]  Lorsqu'un jet disparaît dans le Triangle des Bermudes, Harm pense qu'il s'agit d'un avion volé. Mais Bud pense que des ovnis sont impliqués.
7. Imposture (Against All Enemies) : [Synopsis]  Un avion de la Marine a abattu un avion commercial nord-coréen accidentellement. L'équipe du JAG pense qu'un espion pourrait en être le responsable.
8. Au nom du père (Above and Beyond) : [Synopsis]  Un officier afro-américain des forces spéciales de la Navy est candidat à la médaille d'honneur. Mais des informations sur son passé révèlent qu'il pourrait en être indigne.
9. Impact (Impact) : [Synopsis]  Pendant que Harm et Bud enquêtent sur une mystérieuse collision en plein ciel, Harriet Sims rejoint les bureaux du JAG et Mac est sollicitée par un puissant cabinet d'avocats.
10. Le vrai coupable (People v. Rabb) : [Synopsis]  Harm est accusé d'avoir tué un Russe qui lui avait volé des documents au sujet de son père. Mac revient alors du privé pour défendre son ancien partenaire.
11. Sans défense (Defenseless) : [Synopsis]  Un officier turc haut placé s'introduit chez une gradée de la Marine. Lorsqu'elle le tue par légitime défense, une affaire de complot international est révélée.
12. Un enfant en danger (Someone to Watch Over Annie) : [Synopsis]  Annie, la veuve du meilleur ami de Harm, affirme que son fils Josh a été le témoin d'un meurtre sur une base de l'armée de l'air. Commence une histoire d'amour entre elle et Harm.
13. Rancœur (With Intent to Die) : [Synopsis]  L'amiral Chegwidden est hanté par le suicide d'un collègue. Il soupçonne ce dernier d'avoir été assassiné lors d'une partie de chasse.
14. Pour l'amour d'un fils (Father's Day) : [Synopsis]  Un conducteur de char ayant écrasé la tente de son commandant est sur le point d'être inculpé. Mais son combat acharné pour récupérer la garde de son enfant en bas âge est révélé par la presse.
15. Les vieux héros ne meurent jamais (Yesterday's Heroes) : [Synopsis]  Harm, Mac et Bud se rendent à Miami, où trois marins à la retraite ont fait sauter le yacht d'un dealer. Là-bas, Bud rencontre les parents d'Harriet.
16. Chantage (Chains of Command) : [Synopsis]  Harm et Mac poursuivent un maître chef qui pendant des années a sexuellement harcelé des femmes à bord de son navire. L'avocat Dalton Lowne le petit ami de Mac assure sa défense.
17. Traquée (The Stalker) : [Synopsis]  Après leur rupture, Dalton commence à harceler Mac. Mais alors qu'il est tué, cette dernière continue d'être suivie.
18. L'école de la vie (Tiger, Tiger) : [Synopsis]  Alors que Harm emmène Josh, le fils d'Annie en croisière pour le week-end, des terroristes cubains détournent le bateau. Pendant ce temps, Harriet et Bud se fiancent.
19. En mémoire de Diane (Death Watch) : [Synopsis]  Harm parle à Mac de son enquête sur le meurtre de sa petite amie Diane. Il a récemment trouvé une lettre indiquant que le meurtrier était toujours en liberté.
20. Le bouc émissaire (Imposter) : [Synopsis]  Un agent du gouvernement, qui se trouve être un assassin et un maître du déguisement, envisage de se faire passer pour Harm au tribunal et de tuer le témoin principal.
21. L'esprit de Jimmy Blackhorse (The Return of Jimmy Blackhorse) : [Synopsis]  La Marine a l'intention d'honorer la mémoire d'un indien Navajo, transmetteur de codes pendant la seconde guerre mondiale. Mais lorsque sa famille est sur le point de l'enterrer, elle indique qu'il ne s'agit pas de sa dépouille.
22. Accrochage (Clipped Wings) : [Synopsis]  En Italie, Harm défend un pilote américain dont la négligence pourrait avoir tué six civils. Sur place, il rend visite à la fille de l'amiral Chegwidden.
23. Mariage mouvementé (Wedding Bell Blues) : [Synopsis]  Tandis que le jour du mariage de Bud et Harriet approche, Bud se dispute avec son père, Harm a perdu son uniforme de cérémonie, et la moitié des invités finit en prison !
24. Jusqu'au bout du monde (1/2) (To Russia With Love) : [Synopsis]  Harm et Mac s'envolent pour Moscou pour suivre une piste indiquant que le père de Harm, porté disparu, pourrait être en Russie.

## Quatrième saison (1998-1999)
1. Jusqu'au bout du monde (2/2) (Gypsy Eyes - To Russia With Love part 2)
2. Une soirée à l'ambassade (Embassy)
3. Délit d'innocence (Innocence)
4. Vendetta (Going After Francesca)
5. Les vétérans (The Martin Baker Fan Club)
6. Manipulation (Act of Terror)
7. Une voix dans la nuit (Angels 30)
8. Pour quelques minutes de plus (Mr. Rabb Goes to Washington)
9. Un passé encombrant (People v. Mac)
10. Perdu dans le désert (The Black Jet)
11. Chloé (Jaggle Bells)
12. Justice expéditive (Dungaree Justice)
13. Le choix (War Stories)
14. La jungle des miroirs (Webb of Lies)
15. La loi du talion (Rivers' Run)
16. Enquête dans le silence (Silent Service)
17. L'enfant de personne (Nobody's Child)
18. Dans le noir (Shakedown)
19. Adversaires (The Adversaries)
20. Changer le passé (Second Sight)
21. Hallucinations (Wilderness of Mirrors)
22. Un vieux compagnon (Soul Searching)
23. Et un bébé, un ! (Yeah Baby)
24. Tout recommencer (Goodbyes)

## Cinquième saison (1999-2000)
1. Des cieux incertains (King of the Greenie Board) 0h42:31
2. Les règles du combat (Rules of Engagement)
3. Une question d'humanité (True Callings)
4. Retour au JAG (The Return)
5. Témoin principal (Front and Center)
6. Le réel et l'incertain (Psychic Warrior)
7. Menace sur New York (Rogue)
8. La femme du Colonel (The Colonel's Wife)
9. À la une (Contemptuous Words)
10. À qui la faute ? (Mishap)
11. Sur les ailes du passé (Ghost of Christmas Past)
12. Un cas d'école (Into the Breech)
13. L'alternative (Life or Death)
14. À fond de cale (Cabin Pressure)
15. Boomerang [1/2] (Boomerang [1/2])
16. Boomerang [2/2] (Boomerang [2/2])
17. Intolérance (People V. Gunny)
18. Le Pont de Kang So Ri (The Bridge at Kang So Ri)
19. Promesses (Promises)
20. Chute libre (Drop Zone)
21. Les sorcières de Gulfport (The Witches of Gulfport)
22. À l'écoute des fantômes (Overdue and Presumed Lost)
23. Héros et menteurs (Real Deal Seal)
24. Quand les morts parlent (Body talk)
25. Tous sur le pont (Surface Warfare)

## Sixième saison (2000-2001)
1. Retrouvailles [1/2] (Legacy [1/2])
2. Retrouvailles [2/2] (Legacy [2/2])
3. Vivre libre (Florida Straits)
4. Le crash (Flight Risk)
5. JAG TV (JAG TV)
6. La princesse et le Quartier-maître (The Princess and the Petty Officer)
7. Les démons du passé [1/2] (A separate peace [1/2])
8. Les démons du passé [2/2] (A separate peace [2/2])
9. Secrets de famille (Family Secrets)
10. De vieilles connaissances (Touch and go)
11. À chacun sa place (Baby, it's cold outside)
12. Collision (Collision Course)
13. Miracles (Miracles)
14. Les forts et les faibles (Killer Instinct)
15. Femmes à bord (Iron coffin)
16. Le héros inconnu (Retreat, Hell)
17. Bravoure (Valor)
18. Escale au Mexique (Liberty)
19. Rédemption (Salvation)
20. En quête d'innocence (To walk on wings)
21. Carte sur table (Past tense)
22. Mise au point (Lifeline)
23. Mutinerie (Mutiny)
24. À la dérive [1/2] (Adrift [1/2])

## Septième saison (2001-2002)
1. Dans les eaux glacées (À la dérive [2/2](Adrift [2/2]))
2. Nouvelle donne (New gun in town)
3. Mise à l'épreuve (The measure of men)
4. Assaut (Guilt)
5. Confidentiel (Mixed messages)
6. Les Portes du destin (Redemption)
7. Une Question d'interprétation (Ambush)
8. La Course (Jagathon)
9. Un acte de guerre [1/2] (Dog Robber [1/2])
10. Un acte de guerre [2/2] (Dog Robber [2/2])
11. Joyeux Noël (Answered Prayers)
12. Guerre invisible (Capital Crime)
13. Code de conduite (Code of conduct)
14. Le juré (Odd man out)
15. Voilée (Head to toe)
16. Vol de nuit (The mission)
17. Mauvaise passe (Exculpatory Evidence)
18. Le héros de Guadalcanal (Hero Worship)
19. Correspondant de guerre (First Casualty)
20. Port Chicago (Port Chicago)
21. Le Tribunal (Tribunal)
22. L'honneur d'un homme (Defending his honor)
23. Au front (In the country)
24. La mort au fond de l'eau (Ennemy below)

## Huitième saison (2002-2003)
1. État critique (Critical condition)
2. La terre promise (The Promised land)
3. Une affaire de famille (Family business)
4. Jeu dangereux (Dangerous game)
5. Privé d'oxygène (In thin air)
6. Conduite inappropriée (Offensive action)
7. Le besoin de savoir (Need to know)
8. Prêts au combat (Ready or not)
9. Le point de rupture (When the bough breaks)
10. Tueur en série (the killer)
11. Sainte nuit (All Ye Faithfull)
12. Secret medical (Complications)
13. Les règles de conduite (Standards of conduct)
14. Les anges de la guerre (Each of us Angels), épisode spécial sur la guerre 40-45 où les acteurs tiennent d'autres rôles
15. Tirs amis (Friendly fire)
16. Les feux et les océans (Heart and soul)
17. Le tube vide (Empty quiver)
18. Le fils chanceux (Fortunate son)
19. Deuxième acte (Second Acts)
20. La dame de glace (Ice queen) épisode d'introduction des personnages de la série dérivée NCIS
21. L'homme de l'ombre (Meltdown) épisode d'introduction des personnages de la série dérivée NCIS
22. Noces de diamant (Lawyers, guns and money)
23. Pas de deux (Pas de deux)
24. Dans la gueule du loup [1/2] (A tangled Webb [1/2])

## Neuvième saison (2003-2004)
1. Mission Presque accomplie (Dans la gueule du loup [2/2] (A tangled Webb [2/2]))
2. Sables mouvants (Shifting sands)
3. Espion, es-tu là ? (Secret Agent man)
4. Le rescapé (The one that got away)
5. Torture (Touchdown)
6. Un mal pour un bien (Back in the saddle)
7. Confinement (Close Quarters)
8. Intervention injustifiée (Posse Comitatus)
9. Le vantard (The boast)
10. Addiction (Pulse rate)
11. Le tuteur (A Merry little Christmas)
12. Pierres de sang (A girl's best friends)
13. De bonnes intentions (Good intentions)
14. Crimes de guerre (People vs Secnav)
15. Appontages (Crash)
16. La traque (Persian gulf)
17. Dans la jungle de Panama (Take it like a man)
18. Et si… (What if ?)
19. Dure à cuire (Hard time)
20. Le poids des mots (Fighting words)
21. Du sang à la Une (Coming home)
22. Cheval de Troie (Trojan horse)
23. Révérences [1/2] (Hail and Farewell [1/2])

## Dixième saison (2004-2005)
1. Adieux (Révérences [2/2] (Hail and farewell [2/2])
2. Mercenaires (Corporate raiders)
3. Erreur judiciaire (Retrial)
4. L'homme du Président (Whole new ball game)
5. Retour à Bagdad (This just in from Baghdad)
6. Une mer déchaînée (One big boat)
7. Guantanamo (Camp Delta)
8. Une vieille connaissance (There goes the neighbourhood)
9. L'homme sur le pont (The man of the bridge)
10. Accident (The four percent solution)
11. Sans pilote (Automatic for the people)
12. Le sixième juré (The 6th juror)
13. Chef de guerre (Heart of Darkness)
14. Apte au service (Fit for duty)
15. Tirs justifiés (Bridging the gulf)
16. Objectif Singapour (Straights of Malacca)
17. San Diego (JAG: San Diego)
18. Au premier coup d'œil (Death at the mosque)
19. Deux villes (Two towns)
20. Un soldat inconnu (Unknown soldier)
21. Une équipe de rêves (Dream team)
22. Bons vents et bonne mer (Fair winds and following seas)